# 어사대비
어사대비(御射臺碑)는 대한민국 경기도 양주시 유양동 옛 양주관아가 있던 터에 자리하고 있는 조선시대의 비석이다. 1978년 11월 10일 경기도의 유형문화재 제82호로 지정되었다.

## 개요
옛 양주관아가 있던 터에 자리하고 있는 비로, 왕이 이곳에 들러 활을 쏘았던 일을 기념하고 있다.
조선 정조 16년(1792) 왕은 세조의 능을 참배하고 돌아오던 길에 양주에 잠시 머무르게 되었다. 민정을 살핀 후 근처의 사대(射臺:활을 쏘는 위치의 발사대)에서 신하들과 함께 활을 쏜 뒤 백성들을 위해 잔치를 베풀었다. 이를 기념하여 당시 양주목사가 비를 세워두었다.
비는 형태만 겨우 갖춘 거북받침 위로 비몸을 세운 간결한 구조로, 앞면에는 ‘어사대’라는 글자가 세로로 크게 적혀 있다. 뒷면에 새긴 비문에는 정조가 활을 쏘았던 내용에 이어 왕이 지은 시와 궁궐로 돌아간 후 왕이 내린 말씀을 관아의 오른쪽 벽에 걸어두고 찬양하며, 이 비와 읍지(邑誌)에도 그러한 사실을 기록한다는 내용이 실려 있다.
정조 16년(1792)에 세운 비로, 양주 목사 이민채가 직접 비문을 짓고 글씨를 썼다.

## 참고 문헌
- 어사대비 - 국가유산청 국가유산포털